# L'Histoire de M. Polly
L'Histoire de M. Polly (anglais : The History of Mr Polly) est un roman de littérature générale de H. G. Wells paru dans sa langue d'origine en 1910.